# Ocean’s Kingdom
Ocean’s Kingdom (с англ. — «Океанское королевство») — пятый альбом Пола Маккартни с его произведениями в жанре классической оркестровой музыки, выпущенный в 2011 году. Альбом продолжает череду ранее выпускавшихся Маккартни альбомов с симфонической, «серьёзной» музыкой: Liverpool Oratorio (1991), Standing Stone (1997), Working Classical (1999) и Ecce Cor Meum (2006).

## Об альбоме
В Ocean’s Kingdom вошла музыка из одноимённого балета, поставленного нью-йоркской балетной труппой New York City Ballet. Сюжет балета: любовная история в двух фантастических мирах — в «чистом» (англ. pure) океанском королевстве (королевство Океан; англ. Ocean’s Kingdom), и в сухопутном королевстве (королевство Земля; англ. Earth Kingdom) с живущими там «злодеями» (англ. sort of baddies), которые угрожают подводным жителям. Согласно сюжету Маккартни, любовь возникла, «когда земля встретилась с водой» и «вы увидите, всё ли хорошо получится у этой пары» (англ. you’ll have to see whether the couple make it).
Написанная для балета музыка разделена на четыре оркестровых «перемещения» (англ. movements). Музыку на записи исполняет Лондонский симфонический оркестр под управлением дирижёра Джона Уилсона (John Wilson).
Альбом был выпущен на CD-диске и на виниловом LP-диске в начале октября 2011 (3 октября в Великобритании лейблом Decca, ранее в 1967 уже выпускавшим саундтрек Маккартни к фильму Family Way, и 4 октября в США лейблом Hear Music/Telarc).
Мировая премьера балета Ocean’s Kingdom в исполнении New York City Ballet состоялась 22 сентября 2001 в Нью-Йорке, в театре «David H Koch Theater» центра Lincoln Center Plaza. Сценические костюмы для постановки создала модельер и дизайнер Стелла Маккартни — дочь Пола. Вслед за мировой премьерой состоялось ещё несколько представлений в 2011 (24, 25, 27 и 29 сентября) и 2012 (19, 21, 24, 27 и 29 января) годах.

## Список композиций
Автор всех пьес — Пол Маккартни.
| №  | Название                       | Длительность |
| -- | ------------------------------ | ------------ |
| 1. | «Movement 1 - Ocean's Kingdom» | 14:07        |
| 2. | «Movement 2 - Hall of Dance»   | 16:19        |
| 3. | «Movement 3 - Imprisonment»    | 13:36        |
| 4. | «Movement 4 - Moonrise»        | 12:31        |

### Издание с бонус-треками
Доступно через iTunes и как пакет файлов для загрузки через Интернет (digital download) при помощи кода с карточки, прилагаемой к CD-диску. В издание вошли как студийная версия, так и запись концертного исполнения на мировой премьере, состоявшейся 21 сентября 2011, в исполнении оркестра «New York City Ballet Orchestra» под управлением дирижёра Fayçal Karoui.
| №  | Название                              | Длительность |
| -- | ------------------------------------- | ------------ |
| 1. | «Movement 1 - Ocean's Kingdom (live)» | 12:15        |
| 2. | «Movement 2 - Hall of Dance (live)»   | 14:27        |
| 3. | «Movement 3 - Imprisonment (live)»    | 10:14        |
| 4. | «Movement 4 - Moonrise (live)»        | 10:31        |